# Opius subcirculator
Opius subcirculator är en stekelart som beskrevs av Vladimir Ivanovich Tobias 1986. Opius subcirculator ingår i släktet Opius och familjen bracksteklar. Inga underarter finns listade i Catalogue of Life.